# Stanisław Skrzymowski
Stanisław Skrzymowski (ur. 7 kwietnia 1894 w Radzyniu Podlaskim, zm. w kwietniu 1940 w Charkowie) – kapitan intendent Wojska Polskiego. Ojciec Jerzego. Ofiara zbrodni katyńskiej.

## Życiorys
Urodził się w rodzinie Jana i Józefy z Przychodzkich. W Wojsku Polskim od 1918. Uczestnik wojny 1918–1921 w szeregach 20 pp oraz Grupy Operacyjnej gen. Mokrzeckiego. Po wojnie służył w 1 dyonie żandarmerii Korpusu Kadetów nr 1, jako oficer gospodarczy oraz w 1 Okręgowym Szefostwie Intendentury, jako referent. 3 maja 1922 zweryfikowany został w stopniu porucznika ze starszeństwem z dniem 1 czerwca 1919 i 215 lokatą w korpusie oficerów administracyjnych, dział gospodarczy. W 1923 pełnił służbę w Szefostwie Intendentury Dowództwa Okręgu Korpusu Nr I w Warszawie, pozostając na ewidencji Okręgowego Zakładu Gospodarczego Nr I.
3 maja 1926 został awansowany na kapitana ze starszeństwem z dniem 1 lipca 1925 i 11 lokatą w korpusie oficerów administracyjnych, dział gospodarczy. W 1932 pełnił służbę Kierownictwie Administracji Pieniężnej Ministerstwa Spraw Wojskowych w Warszawie. W następnym roku przeniesiony został z korpusu oficerów administracji do korpusu oficerów intendentury oraz z KAP MSWojsk. do Kierownictwa Centralnego Zaopatrzenia Intendenckiego w Warszawie.
W trakcie kampanii wrześniowej 1939 – po agresji ZSRR na Polskę – w nieznanych okolicznościach dostał się do niewoli sowieckiej i przebywał w obozie w Starobielsku. Wiosną 1940 został zamordowany przez funkcjonariuszy NKWD w Charkowie i pogrzebany w bezimiennej mogile zbiorowej w Piatichatkach, gdzie od 17 czerwca 2000 mieści się oficjalnie Cmentarz Ofiar Totalitaryzmu w Charkowie. Figuruje na Liście Starobielskiej NKWD, pod poz. 2971. 

## Upamiętnienie
5 października 2007 minister obrony narodowej Aleksander Szczygło – decyzją nr 439/MON – mianował go pośmiertnie na stopień majora. Awans został ogłoszony 9 listopada 2007 w Warszawie, w trakcie uroczystości „Katyń Pamiętamy – Uczcijmy Pamięć Bohaterów”.

## Ordery i odznaczenia
- Krzyż Niepodległości (8 listopada 1937)[10]
- Srebrny Krzyż Zasługi (22 maja 1939)[11]